# Al-Askari-Schrein

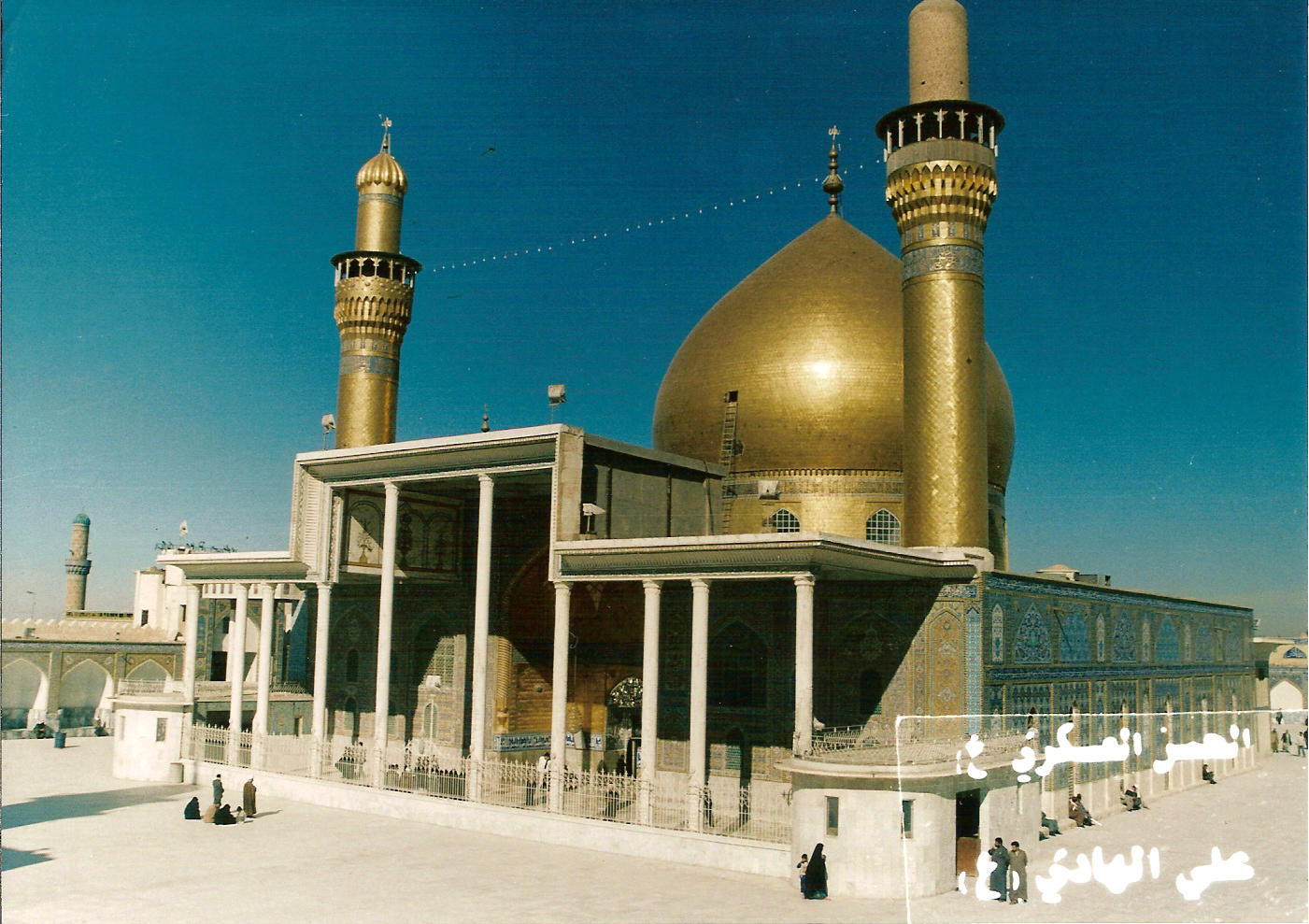
Der al-Askari-Schrein in Samarra vor der Zerstörung 2006

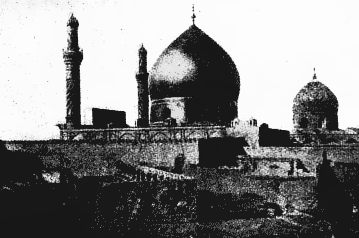
Der al-Askari-Schrein in Samarra im Jahr 1916

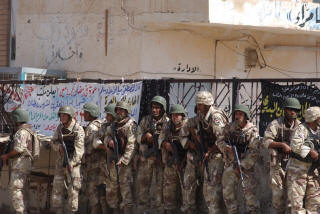
Irakische Truppen bereiten sich auf die Stürmung des von Aufständischen besetzten al-Askari-Schreins im Oktober 2004 vor

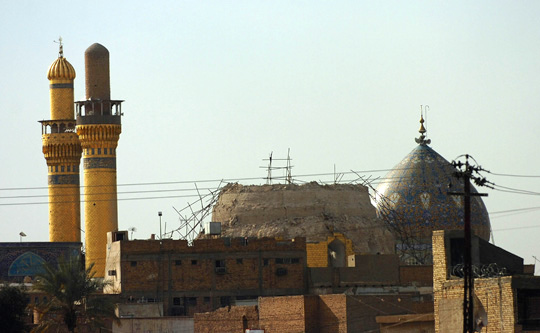
Der al-Askari-Schrein nach dem Sprengstoffanschlag am 22. Februar 2006

Der al-Askari-Schrein (arabisch مرقد الإمامين علي الهادي والحسن العسكري, DMG Marqad al-imāmain ʿAlī al-Hādī wa-l-Ḥasan al-ʿAskarī) ist die Bezeichnung für einen Schrein und die ihn bergende Moschee („Goldene Moschee“) in der irakischen Stadt Samarra, die 125 Kilometer nördlich von Bagdad liegt. Er ist auch als „Grab der zwei Imame“ oder „Goldene Moschee“ bekannt und gilt als eines der wichtigsten Heiligtümer der schiitischen Muslime.
Im Schrein liegen der Imam Ali al-Hadi und sein Sohn Imam al-Hasan al-Askari – der 10. und 11. Imam der Zwölfer-Schiiten – sowie zwei weibliche Angehörige der Familie des Propheten Mohammed begraben, nämlich Hakima Chatun, die Schwester von Imam Ali an-Naqi, welche ausführlich über die Umstände der Geburt von Imam al-Mahdi berichtet hat, und Nargis Chatun, die Mutter von Imam al-Mahdi. Über dem eigentlichen Schrein erhob sich der rund 68 m hohe Hauptturm mit einem Durchmesser von etwa 20 m, dessen goldene Kuppel von Nāser ad-Din Schah gestiftet und unter Mozaffar ad-Din Schah im Jahre 1905 fertiggestellt wurde. Der Schrein wird jedes Jahr von tausenden schiitischen Pilgern aus aller Welt besucht.

## Sprengstoffanschlag
Im Oktober 2004 wurde das Gebäude von Aufständischen besetzt und am 22. Februar 2006 von Extremisten durch einen Sprengstoffanschlag schwer beschädigt, wobei die Kuppel zerstört wurde. Der irakische Ministerpräsident Ibrahim al-Dschafari ordnete daraufhin eine dreitägige Staatstrauer an. Die Operation Swarmer wurde aufgrund dieses Anschlags und der anhaltenden Gewalt in der Region durchgeführt. Im Anschluss kam es im ganzen Land zu Ausschreitungen zwischen Schiiten und Sunniten. Ein weiterer Sprengstoffanschlag am 13. Juni 2007 zerstörte die beiden Minarette der Moschee vollständig.

## Wiedereröffnung
Nachdem im April 2009 der Wiederaufbau der goldenen Kuppel und der beiden Minarette abgeschlossen wurde, wurde der Schrein erneut für Besucher eröffnet.